# Бањо ди Ромања
Бањо ди Ромања (итал. Bagno di Romagna) је насеље у Италији у округу Форли-Чезена, региону Емилија-Ромања.
Према процени из 2011. у насељу је живело 885 становника. Насеље се налази на надморској висини од 491 м.

## Становништво
Према резултатима пописа становништва 2011. у општини је живело 6.138 становника.
| 1951.  | 1961. | 1971. | 1981. | 1991. | 2001. | 2011. |
| ------ | ----- | ----- | ----- | ----- | ----- | ----- |
| 10.556 | 8.735 | 6.684 | 6.353 | 6.254 | 6.108 | 6.138 |

## Партнерски градови
- Раперсвил-Јона
- Moutiers